# 小行星10332
小行星10332（10332 Défi）是一颗绕太阳运转的小行星，为主小行星带小行星。该小行星于1991年5月13日发现。

## 轨道参数
小行星10332的轨道半长轴为2.5554931 UA，离心率为0.152。